# Montes de Chjalta
Los Montes de Chjalta, Montes de Abjasia, Sierra de Chjalta o Montes de Abjasia, es una cadena montañosa en el Gran Cáucaso que se encuentra al sur de las cumbres principales y forma el valle del río Chjalta, en Georgia.
Es la continuación de los Montes de Bzib, separada de este por el valle del Río Kelasuri, hasta el paso de Amtkel, en el valle del Río Kodori. En la zona del nacimiento del río Kelasuri, nacen también los ríos Bzib y Chjalta, cada uno formando su respectivo valle.
Tiene una longitud aproximada de 60 kilómetros, con una altura máxima de 3156 metros. Las cumbres tienen formaciones abruptas, rastro de acumulación de hielo en la antigüedad, que en la actualidad son poco significativas, encontrándose 3 círculos glaciares de más de 1 km². La vertiente sur baja suavemente cortada por profundos cañones como el del Río Amtkel y del Río Dzhampal, así como sus afluentes. En la parte media de la cadena montañosa, hay varios lagos alpinos, relacionados con la cuenca del río Chjalta.
Está formado por piritas y rocas metamórficas del jurásico. Las laderas están cubiertas de bosques de pinos, abetos y fagáceas. El fenómeno karstiko está diseminado, formando cuevas y ríos subterráneos.